# Sœurs Desloges
Pour les articles homonymes, voir Desloges.
Les sœurs Desloges, Diane et Béatrice, sont deux enseignantes franco-ontariennes respectivement nées en 1892 et 1895, à Ottawa. Elles sont parfois surnommées les « gardiennes de Guigues » et elles sont un symbole de la résistance au Règlement 17,.

## Biographie
Diane naît le 5 novembre 1892 et Béatrice le 1er novembre 1895, toutes deux à Ottawa, dans une famille franco-ontarienne très engagée au sein de sa communauté. Béatrice suit une formation pour devenir enseignante et entame sa carrière à South Indian et Moose Creek,, deux petites localités ontariennes. En septembre 1915 elle est embauchée pour enseigner à l'école Guigues, où elle rejoint sa sœur Diane,.
À l'époque, les deux sœurs se retrouvent au cœur d'un conflit linguistique majeur : le Règlement 17, mis en œuvre par le gouvernement ontarien, qui limite l'enseignement du français dans les écoles publiques à la deuxième année du primaire. Pour les francophones, cette mesure est perçue comme une tentative d'assimilation culturelle,.
Les sœurs Desloges refusent de se soumettre à ce règlement. Leur détermination à maintenir l'enseignement en français malgré les interdictions devient un acte de résistance. Leur engagement les expose à des sanctions : leur salaire est suspendu, et elles sont menacées de perdre leur brevet d'enseignement. Plutôt que de céder, elles répondent en créant des classes clandestines, dans des lieux de fortune comme un magasin abandonné sur la rue Dalhousie et une chapelle sur la rue Murray. Leur action permet à des centaines d'enfants francophones de continuer à apprendre dans leur langue maternelle,.

## «La Guerre des épingles»
Le conflit surnommé « La Guerre des épingles », survient le 7 janvier 1916 à l'école Guigues lorsque des dizaines de parents francophones se battent contre les policiers qui tentent d’empêcher la tenue de cours en français. Ce jour-là, Béatrice et Diane Desloges, soutenues par la communauté franco-ontarienne, réintègrent leur salle de classe malgré les pressions gouvernementales. Devant l'école, des dizaines de femmes se mobilisent pour protéger l'établissement. Armées de ciseaux et d'épingles à chapeaux, elles forment une barrière humaine afin d'empêcher les inspecteurs et les policiers de déloger les enseignantes.
Cette résistance non violente mais résolue montre la solidarité et la ferveur d'une communauté entière face à l'injustice. Les épingles à chapeaux deviennent un symbole de défense de la culture franco-ontarienne. Les sœurs Desloges poursuivent l'enseignement, à l'intérieur de l'école, sous la protection de leurs alliées. Les jours suivants, les tensions augmentent, avec des grèves d'élèves, des manifestations publiques et un soutien croissant des médias francophones.
Les manifestations se prolongent jusqu'au printemps 1916. La crise ne se résorbe que plusieurs années plus tard : en 1921, la pression populaire et les négociations permettent un certain retour à la normale, bien que ce ne soit qu'en 1927 que le gouvernement ontarien reconnaisse officiellement les écoles bilingues. Cette victoire partielle est largement attribuée à la détermination des sœurs Desloges et de leurs partisans.

## Héritage et postérité
Diane meurt le 14 août 1945, à Chambly, au Québec, et Béatrice le 24 septembre 1957, à Ottawa. Depuis 1997, une école secondaire catholique d’Orléans porte le nom de Béatrice Desloges,.